# Velká Jesenice
Velká Jesenice (deutsch Groß Jessenitz) ist eine Gemeinde in Tschechien. Sie liegt fünf Kilometer südwestlich von Česká Skalice und gehört zum Okres Náchod.

## Geographie

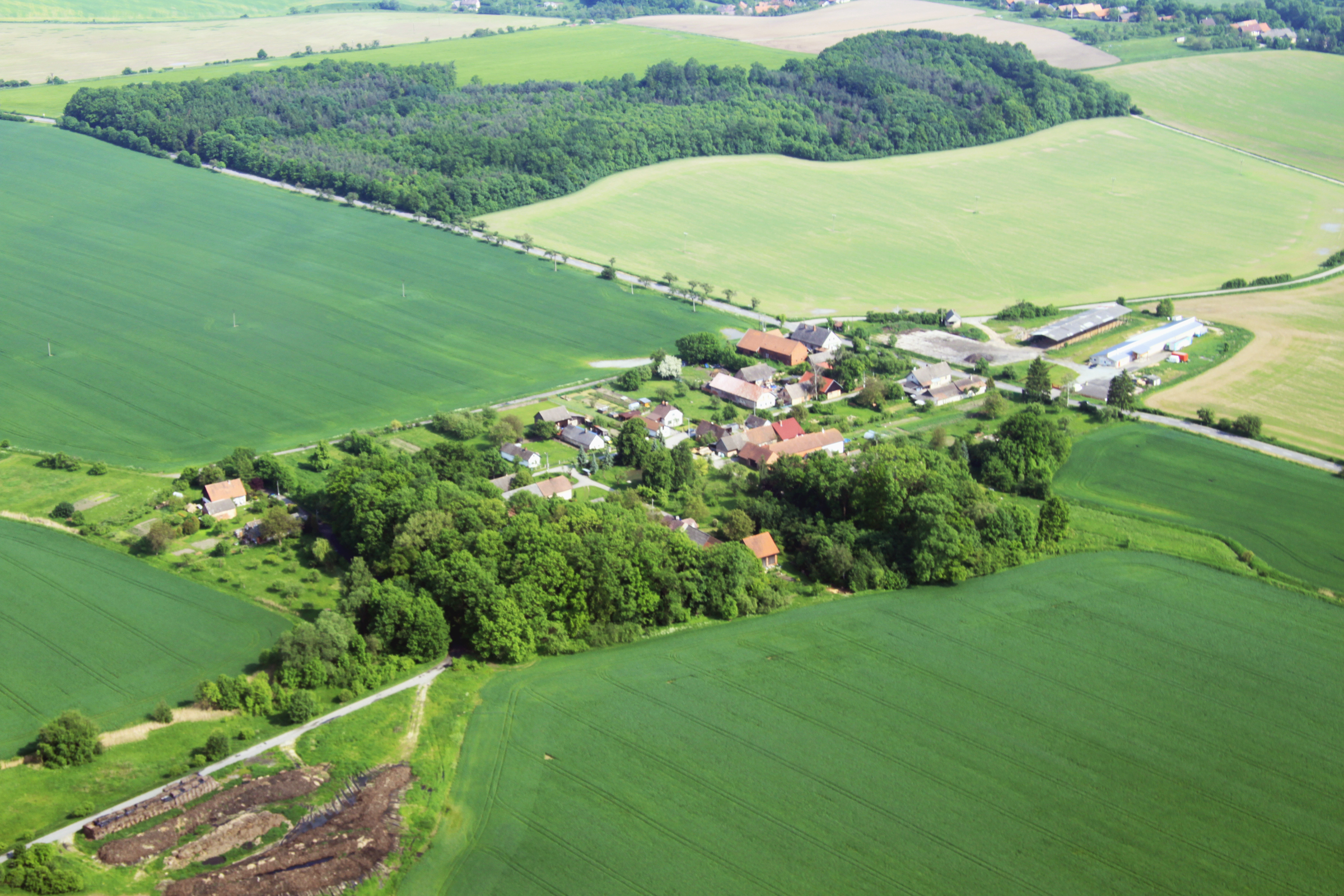
Ortsteil Volovka

Velká Jesenice gehört zum Naherholungsgebiet des Stausee Stausees Rozkoš und liegt unweit von dessen Südwestufer. Nachbarorte sind im Norden Řikov, im Nordosten Česká Skalice und Spyta, im Südosten Městec und Nahořany und im Südwesten Volovka.

## Geschichte
Velká Jesenice wurde erstmals 1350 schriftlich erwähnt. Es war damals im Besitz der Bochovský von Bochov, die es 1495 an den böhmischen Landeshauptmann Nikolaus Trčka von Lípa verkauften, dem bereits die benachbarte Herrschaft Opočno gehörte. 1524–1654 war Velká Jesenice in der böhmischen Landtafel erfasst. Weitere Besitzer waren u. a. die Straka von Nedabylice und die Panský von Střezetice. Später war Velká Jesenice bis zum Jahr 1848 mit der Herrschaft Opočno verbunden. Nach Aufhebung der Patrimonialherrschaften wurde Velká Jesenice 1848 eine selbständige Gemeinde.

## Ortsteile
Die Gemeinde besteht aus den Ortsteilen
- Velká Jesenice (Groß Jessenitz),
- Veselice (Weselitz) und
- Volovka (Wolow).